# آيت علي أوغانم (تيزي نغشو)
آيت علي أوغانم هي إحدى مشيخات المملكة المغربية، تتبع جغرافيا لإقليم ميدلت وإداريًا لتيزي نغشو. يقدر عدد سكانها بـ 1891 نسمة حسب الإحصاء الرسمي للسكان والسكنى لسنة 2004.